# 연도별 대학수학능력시험
이 문서는 연도별 대학수학능력시험에 관한 내용을 수록한 것이다.

## 연도별 시험 목록

### 대학수학능력시험 실험평가 (1990년~1992년)
1992년 12월, 7차례 실험평가가 모두 종료된 후, 이들 문제를 엮어 만든 「대학수학능력시험 실험평가 문제집」(국립교육평가원, 1992)을 5,000부 발간하여 배포하였는데,
그 내용은 대학수학능력시험의 개념과 성격, 영역별 평가 목표와 내용, 출제 기본 방향, 실험평가 실시 현황 그리고 제 1~7차 실험평가 문제지가 수록되어 있다.
그 당시 배포하였던 「대학수학능력시험 실험평가 문제집」은 PDF 파일 형태로 온라인에 제공되고 있다. 다운로드

#### <대학교육적성시험> 1차 실험평가 (1990년 12월 19일)
전국의 30개 고등학교 2학년 학생 1,601명을 대상으로 실험평가가 진행되었다. 시험범위는 당시 2학년 1학기까지였으며, 언어 영역 51문항(70분), 수리·탐구 영역 69문항(120분), 외국어 영역 35문항(60분) 총 155문항으로 5지선다형과 주관식 문항으로 구성되어 있었다.

### 5차 교육과정 (1994학년도~1998학년도)

#### 1994학년도
1993년 8월 20일 금요일과 11월 16일 화요일, 시험을 두 번 시행했다. 1982학년도부터 전년도(1993학년도)까지 시행되었던 학력고사의 문제 유형과는 상당히 차별화된 유형을 선보였다. 당시에는 문과, 이과 구분과 선택 과목 없이, 모든 수험생이 똑같은 문제를 풀었다. 그러나 2회 시행에 따른 난이도 조정 실패라는 문제점이 노출되어 다음 년도부터는 연 1회의 시험만 시행하게 되었다. 당시 영역별 배점은 언어 60, 수리탐구Ⅰ 40, 수리탐구Ⅱ 60(사탐 27/과탐 33), 외국어 40이었으며, 총 200점 만점이었다. 성적은 각각 9월 24일, 12월 20일에 통지되었다. 당시 1차 수능에서 대구 성광고등학교 배호필 학생이 198점(200점 만점)을 획득, 전국 수석을 차지하였으며, 당시 2차 수능에서 서울과학고등학교 윤건수 학생이 191점(200점 만점)을 획득, 최고 성적을 차지하였다.

#### 1995학년도
1994년 11월 23일에 시행했다. 이 수능부터 2006학년도 수능까지 수능은 수요일에 치러졌다. 1995학년도 대학수학능력시험에서는 전년도에 실시된 시험과 달리 단 1회만 시행하였다. 또 이 해부터 계열별 분리 출제가 이루어졌다. 언어 영역과 외국어(영어) 영역은 계열에 관계 없이 공통 출제하였고, 수리 영역과 사회탐구·과학탐구 영역에서는 약 25% 정도가 계열별로 구분 출제되었다. 계열별 출제로는 인문계에 사회문화, 세계지리, 자연계에 수학Ⅱ, 물리, 화학이 추가되었다. 또한, 문항당 배점을 다양화하여 언어 영역과 수리 · 탐구 영역Ⅱ는 0.8, 1, 1.2점, 수리 · 탐구 영역Ⅰ은 1, 1.5, 2점, 외국어(영어) 영역은 0.6, 0.8, 1점으로 하였다. 성적은 12월 21일에 통지되었다. 당시 부산과학고등학교(현 한국과학기술원 부설 한국과학영재학교) 정성택 학생이 194점(200점 만점)을 획득, 인문계 수석은 안동고등학교 권기대 학생이 192.0점(200점 만점)을 획득, 예체능계 수석은 연세대학교 국어국문학과 졸업하여 재수생인 이용신 씨가 176.2점을 획득했다. 전체 수석을 차지하였으며, 수험번호를 잘못 부여하는 행정 착오로 수험생의 성적이 뒤바뀌어 통보되는 '해프닝'도 있었다.

#### 1996학년도
1995년 11월 22일에 시행했다. 본고사 체제하의 마지막 수능이자, 200점 만점 체제하의 마지막 수능이다. 성적은 12월 22일에 통지되었다. 당시 전국수석을 차지하여 인문계열에 응시한 대구 경신고등학교 장승수, 대구 능인고등학교 허영훈 학생이며, 자연계열에 응시한 서울과학고등학교 이정원 학생이었으며, 예체능계에 응시한 재수생으로 약사와 이화여자대학교 약학대학 졸업생인 김정이 씨이다.

#### 1997학년도
1996년 11월 13일에 시행했다. EBS 교육방송의 EBS TV 수능특강 신설로 인하여 1997학년도 대학수학능력시험은 1994학년도부터 전년도(1996학년도)까지 시행되었던 대학 본고사가 폐지되고 수시모집이 신설되었기 때문에 대학이 학생을 선발하는 데 있어서 수능 의존도가 크게 높아졌다. 또한 전년도(1996학년도)의 배점이 200점 만점에 언어 60, 수리탐구 Ⅰ 40, 수리탐구 Ⅱ 60, 외국어 40 이었던 데 반면 1997학년도부터는 총점이 두 배인 400점 만점으로 늘어났고, 각 과목당 배점 역시 두배로 늘어났다. 그외에도 1994년 대학수학능력시험이 시작된 이래 2005학년도 대학수학능력시험까지 치러진 13차례 중에서 가장 난이도가 높았던 시험이었다. 수능 최초로 수리탐구Ⅰ 영역에서 주관식 단답형 문제가 출제 되고, 외국어 영역 듣기평가도 종전 10문제에서 17문제로 늘어났으며, 시사적인 내용을 다루는 문제나 여러 교과가 연결된 통합교과형 문제가 다량 출제되어 특히 상위권에서 점수폭 하락이 컸다. 당시 자연계열로 응시해 400점 만점에 373.3점을 획득한, 제주 대기고등학교 서준호 학생이 전국 수석을 차지하였고, 당시 자연계열 응시해 364.1점을 획득한, 서울 한성과학고등학교 나정임 학생이 자연계 여자 전체차석을 차지하였으며, 당시 인문계열에 응시해 314.1점을 획득한, 서울 신목고등학교 신상영 학생이 전국 차석을 차지하였으며, 성적은 12월 7일에 통지되었다. 당시 수리탐구 1 영역의 29번 문제는 정답률이 0.08%를 기록했다고 한다. 긴급구조 119에서 1996.12.31 방송분 당시 사고당사자의 학생이었던 수원시 창현고등학교 당시 재학중이자 조정행 학생이 교통사고를 당하여 병원 병실 내에서 응시하기도 했으나 재수생이었다.

#### 1998학년도
1997년 11월 19일에 시행했다. EBS의 위성방송 출범으로 FINAL 실전모의고사 신설로 교재 출간으로 인하여 위성1TV에 편성하기도 했다. 이 날은 대한민국이 IMF 관리체제에 들어가기로 결정된 날이기도 하다. 또한 5차 교육과정에 따른 마지막 수능이자 국립교육평가원(현 한국교육과정평가원)이 주관한 마지막 수능이었으며, 전체적으로 수능 응시인원이 이전에 치러진 수능들보다 훨씬 많아졌다. 이전까지 치러진 역대 수능들보다 훨씬 쉬웠다는 평가를 받았지만, 만점자는 전국 수석은 398.5점을 받은 서울과학고등학교 출신 한상형 군 전국 최고점수를 차지했으나 자퇴 수 재수하여 2년 후 재응시했다. 그외 최고점수를 차지한 부산 삼성여자고등학교 재학중이었던 출신 정은형 학생이었다. 성적은 12월 20일에 통지되었다.

### 6차 교육과정 (1999학년도~2004학년도)

#### 1999학년도
1998년 11월 18일에 시행했다. 처음으로 한국교육과정평가원에서 주관한 시험이며, 6차 교육과정에 따른 최초의 대학수학능력시험으로 상대적으로 입시에서 수학의 비중이 낮은 예·체능계 학생을 위한 수리·탐구 Ⅰ 영역에 예·체능계를 추가했다. 또한 인문계와 자연계에 한해, 수리·탐구 Ⅱ 영역에 선택과목 제도를 도입했으며, 이에 따라 표준점수제도 같이 도입되었다. 1998학년도 대학수학능력시험에서도 문제를 쉽게 내는 출제경향이 이어져 전년도보다 쉽게 출제되었으며, 그리고 엠씨스퀘어를 사용하여 364.3점을 차지한 전국 차석인 부천고등학교 박형준 학생이었다. 그외 전국 수석 1등을 차지한 대구 영신고등학교에 재학 중이던 EBS 위성1TV 위성방송 수업 및 과외를 한 379점을 차지한 이남현 학생이었다. , 한편 성적은 12월 18일에 통지되었다. 역대 대학수학능력시험 최초로 만점(당시 400점)자가 배출되었다. 만점자는 당시 한성과학고등학교에 재학 중이던 오승은 학생이었다. 최초의 대입수능시험 만점자라는 상징성 때문에 당시 오승은 학생의 이름을 딴 수능 시험 참고서 등이 많이 출판되기도 하였다.

#### 2000학년도
1999년 11월 17일에 시행했다. 역대 수능에서 응시자가 가장 많았던 시험이다. 성적은 12월 17일에 통지되었으며, 전국 수석을 차지한 여수정보과학고등학교의 도전! 골든벨에 14회에 참가한 9대 골든벨에 울린것과 및 1999 연말 준왕중왕 차석을 차지하여 인문계열에 응시하여 375점을 획득한 김수영 학생이었으며, 역대 대학수학능력시험 사상 2번째 만점자가 배출되었다. 만점자는 당시 대원외국어고등학교에 재학 중이던 박혜진 학생이었다.

#### 2001학년도
2000년 11월 15일에 시행했다. 난이도가 전년도에 비해 굉장히 많이 하락했던 대표적인 대학수학능력시험이다. 세간에서 "물수능"이라는 별칭을 붙일 정도로 매우 쉬운 난이도를 보였다. 당시 대학수학능력시험에서 만점자가 66명이나 배출되었으나, 그 중에서 대구지역의 경신고등학교 박지응 학생 · 덕원고등학교 인문계에 응시한 전일현 학생 · 청구고등학교 김언수 학생은 3명이 전국 수석을 차지했다. 그외 EBS위성수능강의를 활용하여 최고점수를 차지한 광주진흥고등학교 손형철 학생은 졸업 후 서울대 의과대학 치의학부에, 강원 춘천고등학교 변상범 학생은 건국대 인문학부 · 정준익 학생은 고려대 경경학부에 합격 후 졸업했다. 이 때문에 당시 N수생들이 서울, 수도권 대학에 낙방하는 기이한 일도 발생하였다. 특히 역대 대학수학능력시험 최초로 대학수학능력시험 만점자가 내신과 제2외국어영역 변환표준점수 상의 불이익으로 서울대학교의 특차전형에 떨어지는 일도 발생하였다. 대학수학능력시험의 사회적 목적과 기능, 난이도와 관련해 진보 보수 진영의 입장이 양분되어 당시 엄청난 논란을 일으켰다. 수학 등의 과목에서 쉬운 문제에 높은 배점을 하고, 어려운 문제에 낮은 배점을 하는 소위 '역배점'이 논란이 되기도 하였다. 또한, 2001학년도 대학수학능력시험은 제2외국어 영역이 추가된 최초의 수능시험이다. 성적은 12월 12일에 통지되었다.

#### 2002학년도
2001년 11월 7일에 시행했다. 6차 교육과정 사상 가장 어려웠던 시험이며, 난이도가 대폭 하락했던 전년도와 달리 이번에는 난이도가 매우 높아져서 세간에서 '불수능'이라는 별칭을 붙인 수능시험이었다. 1997학년도 이후 가장 어려운 수능이었다. 그 여파로 2002학년도부터 2008학년도까지 만점자는 나오지 않았다. 전체적으로 수능 응시인원이 많이 줄었으며, 전체 수험생의 평균점수가 66.5점, 상위 50%가 66.8점으로 폭락하였다. 한편, 수능시험의 특차 전형이 폐지되었으며, 총점 대신 수능 9등급제가 처음으로 도입되었다. 당시 수능을 치루었던 학생들은 특정 분야만 우수하면 대학에 입학할 수 있다는 이해찬 당시 교육부 장관의 정책에 피해를 입었다며 자신들을 '이해찬 세대'로 명명하기도 했다. 성적은 12월 3일에 통지되었다. 전국수석을 차지하여 자연계열에 응시한 대구 덕원고등학교 재수생인 박기범 학생, 인문계에 수석을 차지한 익산 남성고등학교 윤석준 학생이었다.

#### 2003학년도
2002년 11월 6일에 시행했다. 2003학년도 수능까지는 수험생에게는 원점수만 소수점까지 표기해 통보하고 대학에는 수험생의 원점수, 표준점수, 백분위점수 등을 모두 반올림해 제공했다가 점수 역전 현상으로 인한 당락의 역전 현상이 발생하여 당시 사회적 문제가 되어 소송으로까지 이어졌다. 결국 2004학년도부터는 소수점 배점 문제가 모두 폐지되었다. 시험이 끝난 후인 2007년, 대법원은 수능 점수 반올림은 교육인적자원부 장관 및 평가원의 재량 범위에 속하는 것으로 판결하였다. 한편 성적은 12월 2일에 통지되었다. 인문계열 전국차석, 전체여자수석을 392.3점을 차지하여 도전! 골든벨 94회에 첫도전 하여 당시 2학년으로 참가한 경기 안성 안법고등학교 우아라 학생, 전국 수석을 차지하여 응시한 서현고등학교 윤재희 학생이었다. 그외 같은 학년도에 응시한 대천고등학교 조석영 학생은 다음 해 2004년에 재응시했다.

#### 2004학년도
2003년 11월 5일에 시행했다. 6차 교육과정 마지막 수능이였으며, 역대 수능시험 사상 최초로, 오답 시비 문제가 많다는 응시자들의 의견 때문에 복수정답이 인정되는 사건이 발생하였다. 한국교육과정평가원(당시 원장 이종승)은 언어영역 17번 문제의 복수정답(기존의 정답은 3번이었으나 5번도 정답으로 인정)을 인정했으며, 또한 수능시험 출제자 명단이 사전에 유출되는 파문이 일어나 수능 관리 체계 전반에 대한 문제제기가 빗발쳤으며, 예상 문제가 그대로 출제된 논란도 있었다. 성적은 12월 2일에 통지되었다. 전국 수석은 서울의 한 대학교 전기전자공학과 재학중 방위복무로 복학준비중인 이후 청석고등학교 재수생인 393점을 차지한 채희동 생이었다. 한편, 2004년 7월 28일 처음의 정답 3번을 선택했던 수험생 460명이 한국교육과정평가원을 상대로 낸 복수정답 인정 처분 취소 청구소송에서 패소했다. 또한, 전년도에 있었던 소숫점 배점 논란으로 인해, 이 수능부터 배점을 정수로만 매긴다. 그외 같은 학년도에 응시한 대천고등학교 조석영 학생은 지난 해 2003년에 다시 재응시했다.

### 7차 교육과정 (2005학년도~2011학년도)

#### 2005학년도
2004년 11월 17일에 시행했다. 2005학년도 수능은 이전과는 완전히 다른 양상을 보였다. 그 이유는 7차 교육과정에 따른 최초의 수능 시험이기 때문이다. 가장 큰 차이로는 점수 배점으로, 기존의 영역별 120, 80, 120, 80, 400점 만점의 제도에서 100, 100, 100, 50(과목별), 500점 만점으로 변경되었고, 표준 점수는 그 배로 하며(기존에는 440점을 넘지 못하도록 되어 있었음), 표준편차를 20으로 규정하였다. 또한 선택제 수능의 도입으로 인해 성적표에도 원점수를 없애고 표준점수, 백분위, 등급으로만 기재한다.
또한, 인문계, 자연계, 예·체능계로 구분된 계열을 없애고, 6차 교육과정의 수능시험에서는 3교시에 시행되었던 수리·탐구 영역 Ⅱ, 즉 사회탐구·과학탐구 영역과 4교시에 시행되었던 외국어 영역의 시험 시간이 서로 맞바뀌었고, 수리 영역의 경우 수준에 따라 가형과 나형으로 구분되고, 고등학교 2, 3학년때 배우는 심화 선택 과목에서만 직접적으로 출제하며(국민 기본 공통 과정인 고등학교 1학년 수학은 간접적으로 출제), 가형에 선택과목(미분과 적분, 확률과 통계, 이산수학)이 도입되고, 주관식 문제도 종전의 6문제에서 9문제로 늘리고, 정답도 최대 3자리로 늘리고, 음수 정답과 소숫점 정답을 삭제했으며, 제2외국어 과목은 선택 과목을 8개로 늘리는 (기존의 중국어, 일본어, 독일어, 프랑스어, 스페인어, 러시아어에 한문과 아랍어 추가) 동시에, 사회탐구·과학탐구 영역은 기존의 공통부분(자기 과의 과목은 72점, 그 반대는 48점으로 부여)을 없애고, 사회탐구면 사회탐구만, 과학탐구면 과학탐구만 선택하게 하였으며, 사회탐구는 11개 과목 (한국지리, 정치, 경제, 법과 사회, 사회·문화, 세계사, 윤리, 국사, 세계지리, 한국근·현대사, 경제지리), 과학탐구는 8개 과목(물리, 화학, 생물, 지구과학 각각 I,II) 중에서 4과목씩 선택(단, 과학탐구는 II과목을 2개로 제한)하게 하였다. 또한 대학 진학을 위한 특성화 고교생을 위해 직업탐구 영역(17과목)을 신설하여 3과목(컴퓨터 4개 중 1과목, 전공 13개 중 2과목)씩 선택하게 하였다.
전체적으로, 이로 인해 점수가 낮았던 수리 (수학)와 영어가 강해졌으며, 언어는 쉬워지는 현상을 보였다. 그러나, 2005학년도 수능을 시행한 결과 언어와 수리는 쉬운 가운데, 영어는 어려워지는 현상을 보이고, 탐구 영역은 각 과목에 따라 점수가 균일하지 못한 문제점을 보였다. 그리고 제2외국어 아랍어의 경우 표준 점수 100점 득점자가 나오는 이례적인 일이 벌어지기도 했다. (이는, 아랍어를 시험친 학생들의 수준 차가 매우 커서 일어난 현상이다.) 또한 2005학년도 수능에는 역대 수능 사상 최초로 휴대폰을 이용한 조직적인 대규모 부정행위 사건이 발생하여, 사회에 충격을 주기도 했다. 수험생 314명은 수능부정으로 시험결과가 무효처리되었다. 이를 교훈삼아 이후 수능에는 부정행위 단속을 더욱 강화했다. 성적은 12월 14일에 통지되었다. 그리고 전년도에 있었던 언어 영역 복수정답 사건으로 인해, 이 수능부터 오답 이의제기 제도가 처음 도입되었다.
전국 수석은 만점자를 차지한 대원외국어고등학교 홍효옥 학생은 서울대 법대에 진학 후 졸업했으며, 대원외국어고등학교 이준화 학생은 고려대 법대에 진학 후 졸업했으며  · 성지윤 학생은  고려대 법대에 한 학교에 2명 동시 진학 후 졸업했다.  
도내 최고성적 득점을 차지한 도전! 골든벨 당시 3학년 자격으로 239회 첫도전의 최후의 4인까지 도전으로 참가하여 제천고등학교 이우창 학생이 최고점을 받았으며, 서울대 인문대학(2005학번)에 진학했다.

#### 2006학년도
2005년 11월 17일에 시행할 예정이였으나, 2005년 부산 APEC 정상회의 관계로 당초 계획보다 일주일 정도 늦춰진 2005년 11월 23일에 시행했다. 이 수능은 수요일에 실시한 마지막 수능이며, 지나치게 쉬워진 난이도로 많은 학생들이 피해를 보았는데, 언어 영역의 경우 100점 만점 중 95점 이상이 12% 이상을 차지하는 등 변별력에 큰 문제가 생겼다. 수리 영역의 경우, '가'형과 '나'형의 난이도 차이로 인해 서로 상대적인 불이익을 받았다. 외국어 영역은 전년도 수능에 비하여 어렵게 출제되었으며, 탐구 영역은 선택 과목 간의 지나친 난이도 차이로 인하여 '로또수능'이라는 신조어를 만들기도 했다. 또한 전년도의 대규모 부정행위 사건 때문에 이번 수능부터 휴대폰, MP3 플레이어를 포함한 모든 전자기기(시각 표시 기능만을 가진 시계는 제외)를 소지할 수 없게 되었으며, 대리시험 방지용으로 수능 샤프와 OMR 답안지 필적 확인이 처음 도입되었다. 성적은 12월 16일에 통지되었다.  전국 수석을 차지하여 500점 중 498점을 맞아 1문제의 2점을 틀린 대구 경북고등학교의 박창순 학생이 전국 수석을 차지하였다.

#### 2007학년도
2006년 11월 16일에 시행했다. 목요일에 실시된 첫 번째 수능이다. 외국어 영역과 수리 나형은 쉽게 출제된 반면, 언어 영역과 수리 가형 그리고 탐구 영역은 어렵게 출제되었다. 성적은 12월 13일에 통지되었다.

#### 2008학년도
2007년 11월 15일에 시행했다. 2008학년도에는 수능 성적표에 표시되는 항목이 대폭 줄어들었다. 성적표에 표준점수와 백분위를 삭제하고, 9개의 등급만 표기되었다. 이와 같은 혼란으로 인해 2008학년도 수능은 2018학년도 수능 이전까지 역대 수능에서 응시자가 가장 적었다.
언어 영역 전체 문항이 기존 60문항에서 50문항으로 줄어들었으며(듣기 평가는 6문항에서 5문항으로 축소), 이에 따라 언어 영역의 시험 시간도 전년도보다 10분 단축되었다. 바뀐 수능 시험 시간과 문항수는 2007년 3월부터 각 교육청 주관 전국연합학력평가와 사설 학원의 모의고사, 평가원 주관의 모의평가에 반영되었다. 종로학원, 메가스터디 등 입시 기관의 분석에 따르면, 언어, 수리 나형, 외국어 영역은 예년보다 조금 어려웠으며, 수리 가형은 쉬운 것으로 나타났다. 탐구 영역은 대체로 평이한 것으로 나타났다.
당초 12월 12일에 성적을 통지하기로 하였지만, 등급 제도의 불안등을 이유로 교육인적자원부(현 교육부)는 발표를 5일 앞당겨 12월 7일 공식적으로 성적을 통지하였다.
수능 이후 등급제 수능에 대한 수험생들의 불만이 잇따랐다. 단 1점 차이로 등급이 갈려 결국 점수 차이가 1점의 수 배에 이르게 되는 것은 불합리한 것이고 일부 영역에서는 한 문제만 틀렸음에도 1등급을 받지 못하는 문제가 발생하였다는 것이다. 당시 일부에서는 행정 재판까지 준비하였다. 이에 대해 교육인적자원부는 등급제 수능은 장기간의 사회적 합의를 거쳐 도입된 제도로서 제도 초기에 다소간의 불만이 있다고 하더라도 계속 등급제를 유지할 것이라 밝혔다.
12월 22일, 한국물리학회가 2008학년도 대학수학능력시험 과학탐구 물리Ⅱ 11번 문제에 대해 복수정답을 인정해야 한다는 입장을 밝혔다. 같은 날, 한국교육과정평가원은 한국물리학회가 내놓은 입장에 대해 "물리학회는 수험생들이 배우는 고교 교육과정과 교과서를 고려하지 않은 물리학적 관점에서 입장을 표명한 것으로 보인다. 그러나 수능은 고교 교육과정 범위와 수준에 따라 출제한다는 원칙에 따라야 하고 그 원칙에 비춰 이 문항은 이상이 없다"라며, 정답에 이상이 없다는 결론을 내렸다. 그러나 9종중 4종의 교과서에 문제와 관련된 개념(다원자 분자의 개념)이 포함된 것이 드러나 논란이 되었다. 결국, 이틀 뒤인 12월 24일, 교육과정평가원은 물리Ⅱ 복수 정답을 인정했고 평가원장이 사임하는 해프닝이 벌어졌다. 복수정답으로 물리Ⅱ의 등급이 조정된 사람은 1,016명으로 조사되었고, 그들에 한해 12월 26일에 성적표를 다시 배부했다.

#### 2009학년도
2008년 11월 13일에 실시되었다. 사회탐구 영역 중 국사 과목(현 한국사 영역)에 한해 2005 개정 교육과정이 처음 도입된 시험이기도 하다. 언어, 수리, 외국어, 탐구 전 영역 시험의 난이도가 전년도 시험와 비교하여 상당히 높아졌다고 평가받았다. 또한 제 2외국어에서 아랍어 열풍이 처음으로 분 수능이기도 하다. 2009학년도 수능부터는 2008학년도 수능에 시행되었던 수능 등급 단독 표기제가 다시 폐지되어, 2005~2007학년도 수능과 같이 성적표에 원점수를 제외한 표준점수, 백분위, 등급이 모두 표기하는 체제로 환원하였으며, 이 체제는 이후 수능 시험에서도 현재까지 그대로 유지되고 있다. 12월 10일에 성적을 통지했으며, 도전! 골든벨에 422회에 참가하여 최후의 1인으로 최종 49번 문제에 탈락하여 경북지역 전체 수석을 차지하여 준점수 574점과 원점수 395점으로 가장 높은 점수를 받은 경주여자고등학교의 한소은 학생과 2001학년도 수능시험 이후 약 8년만의 수능 전 영역 만점자인 환일고등학교의 박창희 학생이 전국 수석을 차지하였다.

#### 2010학년도
2009년 11월 12일에 시행했다. 예년 수능과는 여러 면에서 상당히 달랐으며, 1학기 수시모집을 폐지해 예년보다 훨씬 많은 학생들이 수능 시험에 응시했다. 외국과 마찬가지로 수능 시험에 응시한 1991년생들이 매우 많았고, 난이도는 속칭 물수능이라 불릴 정도로 약간 쉬웠으나 3영역, 전영역 만점자는 없었다. 이번 수능에서는 종로학원, 메가스터디 등의 입시 기관의 분석에 따르면, 외국어 영역이 지난 해보다 매우 어렵게 출제되었으며, 언어영역은 지난해와 비슷한 수준으로 출제되었으며, 수리영역은 가형과 나형 모두 지난해보다 약간 쉽게 출제되었다. 과학탐구 영역은 지난해보다 어려운 것으로 나타났으며, 제2외국어·한문 영역은 쉬운 것으로 나타났다.
2010년도 수능에서는 2004년도 수능처럼 복수정답이 인정되는 사태가 다시 발생하였다. 지구과학I 19번 문제가 복수 정답이 인정되었다.
2010학년도 수능부터 미리 풀기 방지용으로 문제지의 겉표지를 도입하였다. 한편, 성적은 본래 12월 9일에 통지할 예정이었으나 하루 앞당겨 12월 8일에 통지했다.

#### 2011학년도
당초 2010년 11월 11일에 시행할 예정이었지만, 서울 G20 정상회의 개최 날짜와 겹치는 바람에 일주일 후인 2010년 11월 18일로 연기하였다. 2011학년도 수능은 에코 베이비붐 세대의 최고점인 1992년생이 응시한 것으로 지원자는 712,777명, 응시자는 668,339명으로 집계되어, 제7차 고등학교 교육과정이 적용된 2005학년도 수능 이래로 최다 응시자였다. 수리 영역에 한해 7차 교육과정 마지막 시험이였으며, EBS와의 연계율은 70% 이상이었으며 변별력을 높이기 위해 쉬운 문항과 어려운 문항을 적절히 안배하여 변별력과 연계율을 모두 달성하고자 하였다. 그러나 언어 영역, 수리 영역 가형, 외국어 영역이 굉장히 어렵게 출제되었으며 특히 수리 영역 가형의 경우에는 역대 최저 원점수 평균을 기록하였다. 전영역 만점자는 없었으나, 3과목 영역 만점자가 1명이 나오기도 했다. 그러나 표준편차가 컸기 때문에 원점수 100점을 획득한 수험생이 얻는 표준점수, 즉 표준점수 최고점은 2009학년도 대학수학능력시험보다 1점이 낮았다. 이외에도 언어 영역, 수리 영역 가형, 외국어 영역은 역대 최저 만점자 비율을 기록하며 2005학년도 대학수학능력시험부터 시행된 제 7차 교육과정의 수능에서 가장 어려웠다. 그러나 수리영역 나형은 전년도보다는 어렵게 출제되었지만, 객관적으로는 평이한 수능으로 출제되었다.
한편, 제2외국어/한문 영역에서는 아랍어Ⅰ의 응시자가 처음으로 감소세에 들어섰으나 2009학년도 대학수학능력시험 이후 3회 연속으로 해당 영역 최다 응시자 과목을 차지하였으나 표준점수 최고점이 기존 100점에서 90점으로 10점 하락했다. 그 동안 최저 응시자였던 러시아어Ⅰ은 독일어Ⅰ보다 약간 명이 더 응시하여 최저 응시자 과목이 뒤바뀌었다.
성적은 12월 8일에 통지되었다. 대입 전형에 차질이 없도록 하기 위하여 OMR판독기의 추가 도입, 성적 통지 방식 개선 등으로 성적 통지를 예정대로 하였다. 이전 시험인 2010학년도 대학수학능력시험과 2011학년도 6월과 9월의 대수능 모의평가에서는 한국교육과정평가원에서 오프라인 종이 성적표를 발송하였으나, 2011학년도 수능부터는 한국교육과정평가원은 온라인으로 통보를 하고 학교 재학생은 응시 원서를 제출한 학교나 지역 교육청에서 온라인으로 통보된 성적 자료를 출력 받아 배부 받는 형식으로 변경되었다. 이 과정에서 종전 30일가량 걸리던 성적 통지가 20일가량으로 단축되었다.

### 2007 개정 교육과정 (2012학년도~2016학년도)

#### 2012학년도
2011년 11월 10일에 시행했다. 2007 개정 교육과정으로 시행된 첫 번째 수능이다. 작년과 마찬가지로 EBS와의 연계는 유지되었다. 2012학년도 수능의 가장 큰 변화는 수리 영역 범위 조정과 탐구 영역 과목 수의 축소이다. 2012학년도 수능부터 수리 영역에 개정 교육과정이 적용되어 가형은 선택 과목이 폐지되고 공통적으로 수학Ⅰ, 수학Ⅱ, 적분과 통계, 기하와 벡터 과목을, 나형은 수학I과 미적분과 통계 기본 과목으로 응시하게 되었다. 그리고 탐구 영역 최대 선택과목 수가 4과목에서 3과목으로 축소되었으며 과학탐구의 경우 Ⅱ과목 선택 수 제한이 사라졌다.
또한, 2012학년도 수능부터는 채점방식이 OMR 판독기 방식이 아닌 이미지 스캐너 방식으로 변경되었으므로, 예비마킹을 비롯한 모든 필기구의 흔적이 인식되어 그 흔적은 중복표기로 처리되기 때문에 예비마킹이 불가능하게 되었다.
2012학년도 수능 도중 한 학생이 트위터로 수능을 생중계하는 사건도 있었다. 봇 프로그램(자동예약전송)을 사용했고 이 학생은 공무집행방해혐의로 형사고발당했지만, 경찰은 단순한 장난으로 인정하고 훈방조치했다. 이 학생은 휴대폰을 가져오지 않았기 때문에 부정행위로 적발되지 않았다.
2012학년도 수능은 언어와 수리 가형은 어려웠고, 수리 나형과 외국어는 평이한 경향을 보였다. 특히, 언어와 외국어의 난이도는 6월과 9월에 시행된 모의평가와는 완전히 다른 경향을 보였으며, 외국어는 당시 역대 수능 중에서 가장 쉬운 것으로 기록되었다. 평가원에서는 "수능 난이도의 예측가능성을 높이기 위해 영역별 만점자를 1%로 만들기 위해 최대한 노력한다"고 밝혔으나, 실제 수능에서는 언어(0.28%)와 수리 가형(0.31%)은 만점자가 훨씬 적었고, 외국어 영역(2.67%)은 만점자가 매우 많았으며, 수리 나형만이 만점자가 1%에 약간 근접하였다(0.97%). 그리고 탐구 영역과 제2외국어/한문 영역에서는 만점자 비율이 과목별로 들쑥날쑥했다. 사회탐구의 경우 한국지리가 6.38%로 만점자 비율이 가장 높았고, 한국 근·현대사가 1.03%로 만점자 비율이 가장 적었다. 과학탐구의 경우 지구과학Ⅱ가 5.68%로 최고의 만점자 비율을 보였고, 생물I이 0.46%로 최저의 만점자 비율을 보였다. 직업탐구의 경우 수산 일반과 해사 일반에서 만점자가 없었으며, 컴퓨터 일반의 만점자 비율이 무려 4.37%로 최고를 기록했다. 제2외국어/한문 영역에서는 중국어I이 2.96%로 최고의 만점자 비율을 보였고, 스페인어I이 0.12%로 최저의 만점자 비율을 보였다. 결론적으로 정부가 공언했던 만점자 1%는 사실상 실패했으며, 이에 대해 전문가들은 "애초 지키지도 못할 약속을 해서 수험생에게 혼란만 주었다."라고 비판의 목소리를 냈다. 입시업체에 따르면 수능 전 영역 만점자는 총 30명으로 집계되었으며, 수능 문제와 정답에는 이상은 없었고, 성적은 11월 30일에 통지했다. 만점자는 고양시 일산동고등학교 서영교 학생이 전 영역 5교시로 제2외국어 포함까지 응시하여 전국 수석을 차지했다.

#### 2013학년도
2012년 11월 8일에 시행했다. EBS와의 연계와 만점자 1% 달성 목표는 유지되었다. 그러나 2013학년도 수능에서도 난이도 조절에 실패하였다. 언어가 어렵고 외국어가 쉬웠던 작년과 반대로 이번에는 언어가 지나치게 쉬워져(만점자 약 14,000여명, 2.36%) 한 문제를 틀려도 1등급을 못 받을 정도였으며 반대로 외국어는 작년보다 난이도가 높아졌다. 수리 영역 가형은 작년에 비해 만점자 비율이 소폭 상승했으나 여전히 1%에 크게 못 미쳤다. 그나마 수리 영역 나형이 만점자 비율이 1%에 거의 근접하였다. 탐구 영역과 제2외국어/한문 영역은 예년과 마찬가지로 난이도가 들쑥날쑥했다. 사회탐구에서는 3.15%의 만점자를 배출한 윤리를 제외한 나머지 과목이 만점자 비율이 1%를 넘지 못했으며, 특히 경제지리에서는 0.15%의 만점자에 그쳤다. 과학탐구에서는 지구과학I은 응시자의 8%에 가까운 만점자가 나온 반면 생물Ⅱ는 0.1%에도 못 미쳤다. 직업탐구에서는 인간 발달에서 7%를 조금 넘는 만점자가 나온 반면, 농업 기초 기술, 수산 일반, 해사 일반에서 만점자가 단 한명도 나오지 못했으며, 특히 수산 일반과 해사 일반에서는 전년도에 이어 만점자를 배출하지 못했다. 제2외국어/한문 영역 같은 경우 아랍어Ⅰ에서 2.65%의 만점자가 나온데 비해, 러시아어Ⅰ에서는 0.05%의 만점자가 나오는데 그쳤다. 따라서 전년도와 마찬가지로 만점자 1% 달성 목표는 실패했으며, 객관적으로는 전반적으로 불수능도 물수능도 아닌 평이하다는 평가를 받았다. 입시업체에 따르면 수능 전 영역 만점자는 총 6명으로 집계되었으며, 성적은 11월 28일에 통지되었다.

#### 2014학년도
2013년 11월 7일에 시행했다. 수학과 영어를 제외한 나머지 영역에 한해 처음으로 2009 개정 교육과정(총론)이 도입되었다. 난이도 조절 실패 논란으로 인해 만점자 1% 정책은 폐기되었으나, EBS와의 연계는 그대로 유지되었다. 2014학년도 수능은 종전의 수능과 달라진 점이 있는데, 달라진 점은 영역의 명칭이 교과목에 맞게 변경되었으며(언어 영역→국어 영역, 수리 영역→수학 영역, 외국어(영어) 영역→영어 영역), A형과 B형으로 나뉜 수준별 문제지를 제공하였다. 또한, 국어 영역과 영어 영역 문제수를 50문제에서 5문제가 줄어든 45문제로 축소했고(시험 시간은 변화 없음), 국어 영역 듣기 평가가 폐지되는 반면, 영어 영역 듣기 평가는 종전의 17문제에서 5문제가 늘어난 22문제로 확대했다. 이외에도, 탐구 영역에서 최대 선택과목 수를 3과목에서 2과목으로 축소하고, 선택과목 일부가 조정되었으며, 제2외국어/한문 영역에서 기초 베트남어 과목이 신설되었다. 인문·사회과학 계열은 대다수가 BAB를, 자연과학·공학·의학 계열은 ABB를 선택하였다. 국어, 수학, 영어 영역 같은 경우, 난이도가 수준에 따라 다르게 나왔으며, 탐구 영역도 선택 과목에 따라 난이도 차이가 컸다. 전 영역 만점자는 BAB(문과) 32명, ABB(이과) 1명으로 총 33명으로 집계되었다. 그러나, 이는 한국교육과정평가원이 공식 발표를 한 것이 아니라, 각 학교와 학원 별로 만점자를 그들의 홍보 차원에서 공개하면서 비롯된 것이다. 2005학년도 대학수학능력시험부터 '선택형 수능'이 도입돼 '총점'이란 것이 사라졌기에, 원점수 만점자는 큰 의미가 없기 때문이다. 2014학년도 대학수학능력시험에서는 목포홍일고등학교 출신 삼수생 전봉열 수험생이 원점수 400점 만점을 받아 전국에서 유일무이하게 자연계 만점으로 전국 수석의 영예를 차지하였다. 성적은 11월 27일에 통지되었다.
세계지리 8번 문제가 출제오류로 인해 논란이 있었다. 당초 한국교육과정평가원은 문제에 이상이 없다고 해명했다. 이에 이의를 제기한 수험생들이 소송을 걸었으나, 1심에서 패소하였다. 하지만, 피해를 입은 수험생들은 등급 결정을 취소해달라는 등 이에 항소하였다. 그러다가 이듬해인 2014년 10월 16일에 2심 재판이 열렸고, 1심 재판과는 달리 문항에 오류가 있다는 판결을 내렸다. 판결이 내려진 후 교육부도 잘못을 인정하였으며, 해당 문제는 전원 정답 처리되어 성적도 다시 산출되었다. 한편, 오답으로 인해 피해를 본 학생들에게는 추가 합격 및 정원 외 입학 등의 보상을 받을 수 있게 하였다. 또한 2017년에는 피해를 입었던 수험생들에게 국가가 손해배상하라는 판결을 내렸다.

#### 2015학년도
2014년 11월 13일에 시행했다. 전년도와 달리, 영어 영역에서 난이도에 따른 수준별 시험은 폐지되었으며, 듣기 평가도 22문항에서 다시 5문항이 줄어든 17문항으로 출제되었다. 전년도와 마찬가지로, EBS와의 연계는 그대로 유지되었다. 수학 영역, 영어 영역 난이도가 매우 쉬웠으며, 국어 영역 B형 및 사회탐구 영역과 과학탐구 영역은 전반적으로 어려웠다는 평이 주를 이루었다. 2015학년도 수능 만점자는 총 29명으로, 인문계열(문과) 8명, 자연계열(이과) 21명으로 확인되었으며, 대구 경신고등학교와 서울 은광여자고등학교에서는 수능 만점자가 4명씩 배출되기도 하였다. 성적은 12월 3일에 통지되었다.
영어 영역 25번 문항, 생명과학Ⅱ 8번 문항에서 복수정답 논란이 있었다. 결국, 11월 24일에 한국교육과정평가원이 영어 영역 25번 문항, 생명과학Ⅱ 8번 문항에 대해서 복수 정답 처리를 공식적으로 발표하였으며, 김성훈 평가원장이 수능 문제 출제 오류에 책임을 지고 사퇴하기도 하였다.

#### 2016학년도
2015년 11월 12일에 시행했다. 2007 개정 교육과정으로 시행된 마지막 수능이며, 지난 해와 마찬가지로 EBS와 연계되었다. 모의평가와 작년 수능에 비해서는 어려워졌으나 전체적으로 적절한 변별력을 갖춘 것으로 평가되고 있다. 입시 기관등에 따르면 전 영역 만점자는 16명으로 집계되었다. 성적은 12월 2일에 통지되었다.

### 2009 개정 교육과정 (2017학년도~2020학년도)

#### 2017학년도
2016년 11월 17일에 시행했으며, 전체적으로 2009 개정 교육과정(각론, 일명 2011 개정 교육과정)으로 시행된 첫 번째 수능이다. 예년과 마찬가지로 EBS와 연계되었다. 2017학년도 수능은 종전의 수능과 달라진 점이 있는데, 국어 영역에서 난이도에 따른 수준별 시험은 폐지되었으며, 수학 영역에서 교과과정이 개정되었고 난이도도 종전의 A/B형에서 가/나형으로 변경되었다. 수학 영역에서 가형의 경우 미적분Ⅱ, 확률과 통계, 기하와 벡터에서 출제하였으며, 나형의 경우 수학Ⅱ, 확률과 통계, 미적분Ⅰ에서 출제되었다. 또한, 한국사 교과목이 사회탐구 영역에서 분리되었고 다시 필수과목으로 지정되었다. 한국사 영역은 다른 영역과 달리 40점 이상을 1등급으로 하고 1등급 내려갈 때마다 5점씩 등급컷이 낮아지는 형식으로 총 9등급의 절대평가로 성적을 산출하며, 응시하지 않을 경우 시험 성적 전체가 무효 처리된다. 이외에도 직업탐구 영역 선택 과목 일부가 조정되었으며, 최대 응시 과목 수도 2개로 확대되었다. 난이도는 전반적으로 어려웠다고 평가되었다. 입시 기관 등에 따르면 전 영역 만점자는 3명이 나온 것으로 확인되었다. 성적은 12월 7일에 통지되었다.
한국사 영역 14번 문항, 물리Ⅱ 9번 문항에서 복수정답 논란이 있었다. 결국, 11월 25일에 한국교육과정평가원이 한국사 영역 14번 문항에 대해서는 복수 정답 처리를, 물리Ⅱ 9번 문항에 대해서는 전원 정답 처리를 공식적으로 발표하였다.

#### 2018학년도
당초 2017년 11월 16일에 시행할 예정이었지만, 바로 전날인 11월 15일에 발생한 포항 지진의 여파로 인해, 일주일 후인 2017년 11월 23일로 연기되었다. 예년과 마찬가지로 EBS와 연계되었다. 이 시험부터 영어 영역에 총 9등급의 절대평가가 도입되었으며, 다른 영역과 달리 90점 이상을 1등급으로 하고 1등급 내려갈 때마다 10점씩 등급컷이 낮아지는 형식으로 총 9등급의 절대평가로 성적을 산출한다. 한국교육과정평가원에 따르면 만점자는 총 15명이 나온 것으로 확인되었다. 성적은 12월 12일에 통지되었다.

#### 2019학년도
2018년 11월 15일에 시행했으며, 예년과 마찬가지로 EBS와 연계되었다. 성적은 12월 5일에 통지되었다.

#### 2020학년도
2019년 11월 14일에 시행했다. 2009 개정 교육과정으로 시행된 마지막 수능이며, 예년과 마찬가지로 EBS와 연계되었다. 성적은 12월 4일에 통지되었다.

### 2015 개정 교육과정 (2021학년도~2027학년도)

#### 2021학년도
2020년 12월 3일에 시행했으며, 성적은 12월 23일에 통지되었다. 2015 개정 교육과정으로 처음 시행되었으며, EBS와 연계되었다. 역대 수능에서 응시자가 가장 적은 시험이다. 본래는 11월 19일에 치러질 예정이었으나, 대한민국의 코로나19 범유행의 여파로 인해 2주 연기되었다.

#### 2022학년도
2021년 11월 18일에 시행했으며, 성적은 12월 10일에 통지되었다. 처음으로 문·이과 통합과정에 의한 선택형 수능이 도입되었다. 또한 이 시험부터 제2외국어/한문 영역에 총 9등급의 절대평가가 도입되었으며, 다른 영역과 달리 90점 이상을 1등급으로 하고 1등급 내려갈 때마다 10점씩 등급컷이 낮아지는 형식으로 총 9등급의 절대평가로 성적을 산출한다.

#### 2023학년도
2022년 11월 17일에 시행했으며, 성적은 12월 9일에 통지되었다. 한국사 영역도 완전히 2015 개정 교육과정으로 변경된다.

#### 2024학년도
2023년 11월 16일 목요일에 시행했다.

## 예정된 시험 목록

### 2025학년도
2024년 11월 14일에 시행할 예정이며, 성적은 12월 6일에 통지할 예정이다.

### 2026학년도
2025년 11월 13일에 시행할 예정이며, 성적은 12월 5일에 통지할 예정이다.

### 2027학년도
2026년 11월 19일에 시행할 예정이며, 성적은 12월 11일에 통지할 예정이다.

### 내용주
1. ↑  인문계의 경우, 사회탐구에서 정치, 경제, 사회·문화, 세계사, 세계지리가 선택과목으로 나왔고, 자연계는 과학탐구에서 물리 Ⅱ, 화학 Ⅱ, 생물 Ⅱ, 지구과학 Ⅱ가 선택과목으로 나왔다.
2. ↑  당시 제2외국어 영역에서 선택할 수 있었던 과목은 독일어 Ⅰ, 프랑스어 Ⅰ, 스페인어 Ⅰ, 중국어 Ⅰ, 일본어 Ⅰ, 러시아어 Ⅰ으로 6과목이었다.
3. ↑  당시 가형에는 수학 Ⅰ이 12문제, 수학 Ⅱ가 13문제, 선택과목 (미분과 적분, 확률과 통계, 이산수학) 5문제가 출제되었다.
4. ↑  당시 나형에 출제되었던 모든 문항은 수학 Ⅰ에서만 출제되었다.
5. ↑  당시 수능 수리 가형에서 선택과목은 5문제만 출제되었다.
6. ↑  이로 인해 문과생이 과학탐구를, 이과생이 사회탐구를 선택하는 진풍경이 벌어지기도 한다. 다만 이런 경우는 0에 수렴한다.
7. ↑  종전의 국사가 전(前)근대사까지만 포함되어 있어 역사 교육이 부실하다는 지적을 받아, 2006년부터 국사 과목에 근현대사 부분을 새로 추가하였다.
8. ↑  사회탐구/과학탐구/직업탐구
9. ↑  3과목 영역에서 만점을 받은 행운의 주인공은 당시 충렬여자고등학교에 재학 중이던 임수현 학생이였다.
10. ↑  수학과 영어 영역에 한정되었으며, 이외 나머지 과목은 7차 교육과정을 따른다.
11. ↑  기초 베트남어는 2011년 부분 개정된 교육과정을 따른다.
12. ↑  2011년에 부분 개정되었다.

### 참조주
1. ↑  국립교육평가원, "95학년도 대학수학능력시험 해설"[깨진 링크(과거 내용 찾기)] 한국교육과정평가원, 1994년 7월 1일
2. ↑  대학 수능 전체 수석 정성택군 <부산과학고>[깨진 링크(과거 내용 찾기)]1994-12-21《매일경제신문》
3. ↑  뒤바뀐 수능 성적[깨진 링크(과거 내용 찾기)] 1995-01-14 《동아일보》
4. ↑  국립교육평가원, "96학년도 대학수학능력시험 해설"[깨진 링크(과거 내용 찾기)] 한국교육과정평가원, 1995년 7월 1일
5. ↑  시험 이전에 SBS-TV의 "수능총정리" 편성되기 하였다.
6. ↑  {공부야 놀자} 지난 12년 수능 경향 살펴보니 보관됨 2006-02-07 - 웨이백 머신 한국일보, 2005년 3월 20일
7. 1 2  “<해설(解說)> 97학년도 수능시험 채점결과 분석”. 연합뉴스. 1996년 12월 6일. 2013년 12월 19일에 원본 문서에서 보존된 문서. 2012년 11월 6일에 확인함.
8. ↑  “<`97 수능시험 영역별 출제경향>(종합)”. 연합뉴스. 1996년 11월 13일. 2013년 12월 19일에 원본 문서에서 보존된 문서. 2012년 11월 6일에 확인함.
9. ↑  기존 EBS - TV 위성개국 주기로 2학기 및 실전문제 형식(실전모의고사 포함) 인하여 기존 지상파로 동시 병행 편성 및 병행 교재 출간하기도 했었다.
10. ↑  현재는 부산지검 검사 재직중으로, 서울대 산업공학과에 98학번으로 입학했으나 자퇴 후 다시 수능을 치러 서울대 법대에 00학번으로 재입학했다.
11. ↑  시험 직전에 iTV의 "수능 최종 마무리" 편성했으며, 시험 끝난 직후에 "특집 99 대입 수능 문제풀이" 방송하였다.
12. 1 2  올 수능만점자 상당수 나올듯[깨진 링크(과거 내용 찾기)] 인터넷한겨레 2000.11.16
13. ↑  '수능 만점'대원외고 박혜진양 1999-12-16《연합뉴스》
14. ↑  고3 진학지도를 담당한 전윤희 대구 오성고 교무부장의 아들이자, 자닌해 입시에서 상위권대학에 합격했으나 재수하여 재응시했다.
15. ↑  "어려운 문제 풀고도 점수 낮다니…" 2000-11-15《동아일보》
16. ↑  대법원 "02~03학년도 수능 점수 반올림 정당" 보관됨 2007-12-18 - 웨이백 머신, 연합뉴스, 2007년 12월 16일
17. ↑  63만여 명 재채점, KBS 뉴스 9, 2003년 11월 24일
18. ↑  수능 사상 최초 복수 정답 인정, KBS 뉴스 9, 2003년 11월 24일
19. ↑  “작년 언어영역 17번 문제 복수 정답 인정” 판결,  보관됨 2004-10-15 - 웨이백 머신 국민일보, 2004년 7월 8일
20. ↑  '수능부정' 314명 시험 무효 처리, 《SBS》, 2004년 12월 13일
21. ↑  교육부 "수능 등급제 계속 유지할 것"[깨진 링크(과거 내용 찾기)] 2007-12-12《노컷뉴스》
22. ↑  물리학회 "수능 물리II 11번, 복수 정답 가능" 보관됨 2007-12-25 - 웨이백 머신, 연합뉴스, 2007년 12월 22일
23. ↑  교육과정평가원 "수능 물리 II 정답 이상 없다" 보관됨 2007-12-25 - 웨이백 머신, 연합뉴스, 2007년 12월 22일
24. ↑  교육과정평가원 "수능 물리 II 복수정답 인정" 보관됨 2007-12-27 - 웨이백 머신, 연합뉴스, 2007년 12월 24일
25. ↑  “"수능, 언어 내리고 수리(가형)는 내리고, 수리(나형)는 오르고 외국어 내리고", CNB News 김미영 기자 2009-11-16 14:44:39”. 2013년 10월 17일에 원본 문서에서 보존된 문서. 2009년 11월 25일에 확인함.
26. ↑  "수능 또 복수정답…성적에 영향은", 시민일보 2009-11-24 15:46:46[깨진 링크(과거 내용 찾기)]
27. ↑  작년 수능 만점자 20개 고교서 30명《조선일보》2012년 9월 10일 안석배 기자
28. ↑  수능 만점자 4명 서울대·2명 연세대 입학《뉴스1》2013년 2월 20일 김정욱 기자
29. ↑  2014학년도 수능 만점자 수 8명 → 33명 변동 왜?
30. ↑  수능 만점-표준점수 최고점 뭐가 다를까?… 아리송
31. ↑  수험생들 ‘수능 세계지리 출제 오류’ 항소《경향신문》 2013년 12월 23일, 김지원 기자
32. ↑  교육부, 수능 세계지리 오류 인정…실효성 의문《세계일보》 2014년 11월 1일
33. ↑  2014 수능 세계지리 오류, 수험생에게 배상해야
34. ↑  2016 수능, 만점자 16명에 그쳐..지난해보다 '뚝' 떨어졌다
35. ↑  (2017학년도 수능 개편안 문답)현 중3부터 한국사 필수… 첫해는 쉽게 출제할 듯
36. ↑  '한국사 필수' 등 2017학년도 수능 기본계획 확정
37. ↑  수능 만점자, 지난해 16명에서 올해 3명으로 줄어···‘불수능’ 맞네
38. ↑  수능 ‘한 해 두 문항 오류’ 불명예…“한국사 복수정답·물리Ⅱ는 정답없어”
39. ↑  現 중3 대학입시부터 수능 영어 '절대평가' 도입
40. ↑  “올 수능 만점자 15명으로 가채점 11명보다 많아”
41. ↑  2019학년도 수능, 국어·수학 입시 비중 커질 듯
42. ↑  수능 성적 발표…전 영역 만점자 15명 중 13명이 '현역 高3'
43. ↑  사상 첫 '12월 수능'…수시·정시·추가 원서접수도 2주씩 연기
44. ↑  2021년 11월 18일 수능, 국어, 수학 선택과목 생긴다